# Crematogaster sanguinea
Crematogaster sanguinea är en myrart som beskrevs av Julius Roger 1863. Crematogaster sanguinea ingår i släktet Crematogaster och familjen myror.

## Underarter
Arten delas in i följande underarter:
- C. s. atavista
- C. s. sanguinea
- C. s. sotolongoi
- C. s. torrei